# Františka Albrechtová
Františka Albrechtová rozená Zeithamlová (4. září 1912 Praha – 26. ledna 1943 koncentrační tábor Mauthausen) byla za Protektorátu Čechy a Morava zaměstnána jako dělnice v Janečkově zbrojovce v Praze. Spolu se svým manželem Stanislavem Albrechtem (kovodělníkem – frézařem – v témže podniku) se Františka účastnila domácího protiněmeckého odboje. Oba manželé Albrechtovi patřili k podporovatelům výsadkářů ze skupiny Anthropoid.

## Život
Františka Albrechtová se narodila jako Františka Zeithamlová 4. září 1912 v Praze. V době protektorátní byla dělnicí v pražské Janečkově zbrojovce, kde se seznámila se svým budoucím manželem Stanislavem Albrechtem, který do Janečkovy továrny na Pankráci nastoupil v červnu 1941 jako frézař (kovodělník). Stanislav bydlel původně na Palackého třídě číslo popisné 1006 v pražské Michli, ale po svatbě se novomanželé přestěhovali (od 12. července 1933) do domu číslo popisné 287 v Brožíkově ulici v Praze Michli.

### Oldřich Frolík
Oldřich Frolík (1909–1943) pracoval za protektorátu jako kovodělník rovněž v Janečkově zbrojovce na pražském Pankráci a současně bydlel se svojí manželkou Barborou Frolíkovou (rozenou Kvasničkovou) v Praze - Michli také v Kvestorské ulici. Frolíkův spolupracovník ve zbrojovce a blízký přítel Otakar Šrámek se za německé okupace Čech, Moravy a Slezska zapojil do řad členů domácího odboje a jeho prostřednictvím se do protiněmeckého odboje zapojil záhy i Oldřich Frolík. Společně se svými přáteli Jaroslavem Pechmanem, Janem Zelenkou-Hajským a kapitánem Karlem Pavlíkem náležel Frolík (v rámci sokolské odbojové organizace) do radikální frakce. Ta se nazývala Říjen a její členové se hodlali ve své protiněmecké činnosti orientovat především na diverzní (záškodnickou) činnost. Přes Otakara Šrámka a Jaroslava Pechmana, který bydlel v Hanusově ulici 1025/9 v bezprostředním sousedství Kvestorské ulice, se pak Oldřich Frolík začátkem roku 1942 dostal do kontaktu s parašutisty, kterým zajišťoval nejen úkryt, ale především servis týkající se zbraní, munice i výbušnin. Dvojice podporovatelů parašutistů a odbojářů působících v Janečkově zbrojovce (Frolík a Šrámek) se nakonec rozrostla na trojlístek, když se k nim přidal i Stanislav Albrecht. Jan Kubiš a Jozef Gabčík byli u Albrechtových krátce ubytováni v polovině dubna 1942.

Spolupracovníci manželů Albrechtových v odboji
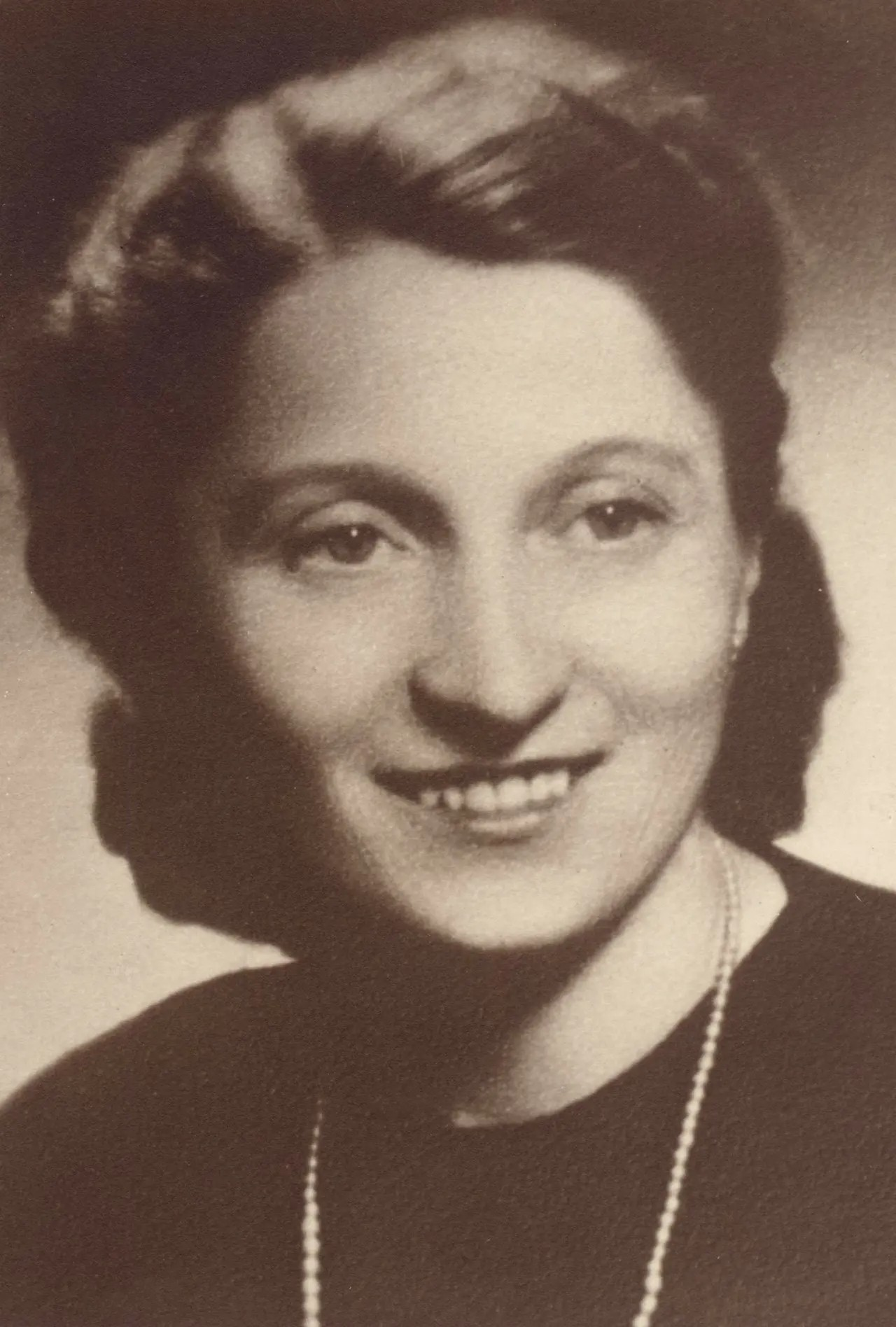
Barbora Frolíková
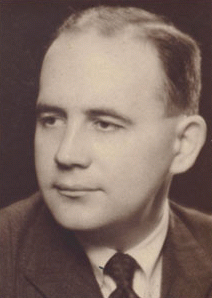
Oldřich Frolík
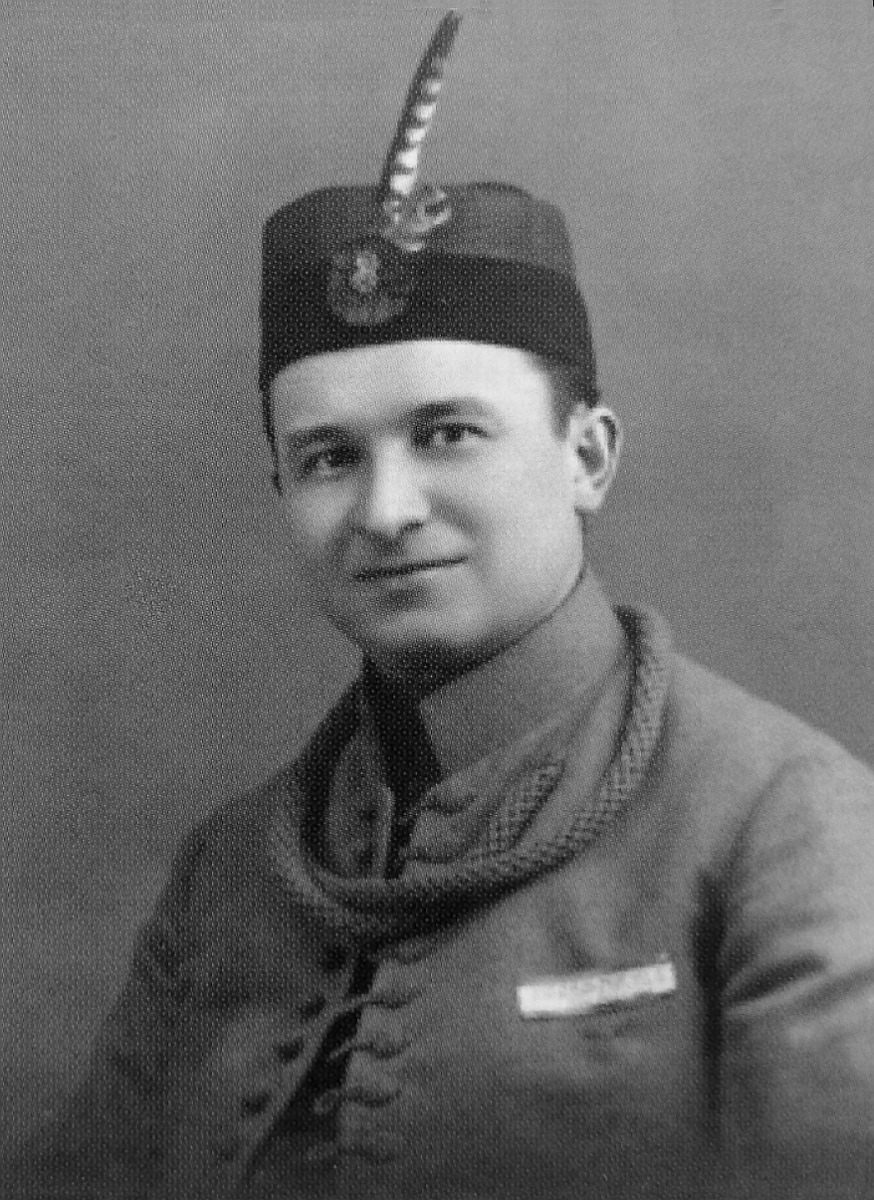
Jaroslav Pechman
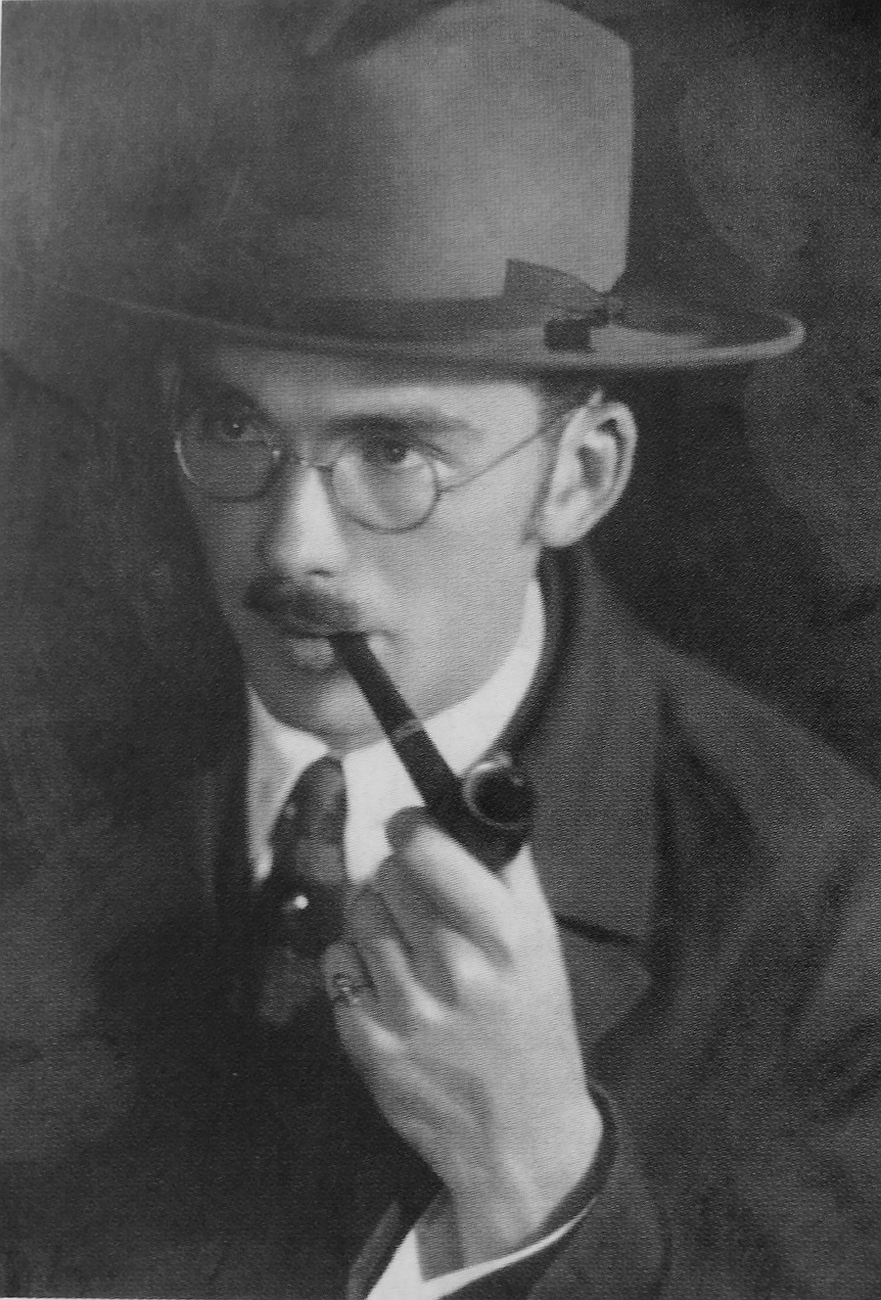
Jan Zelenka-Hajský
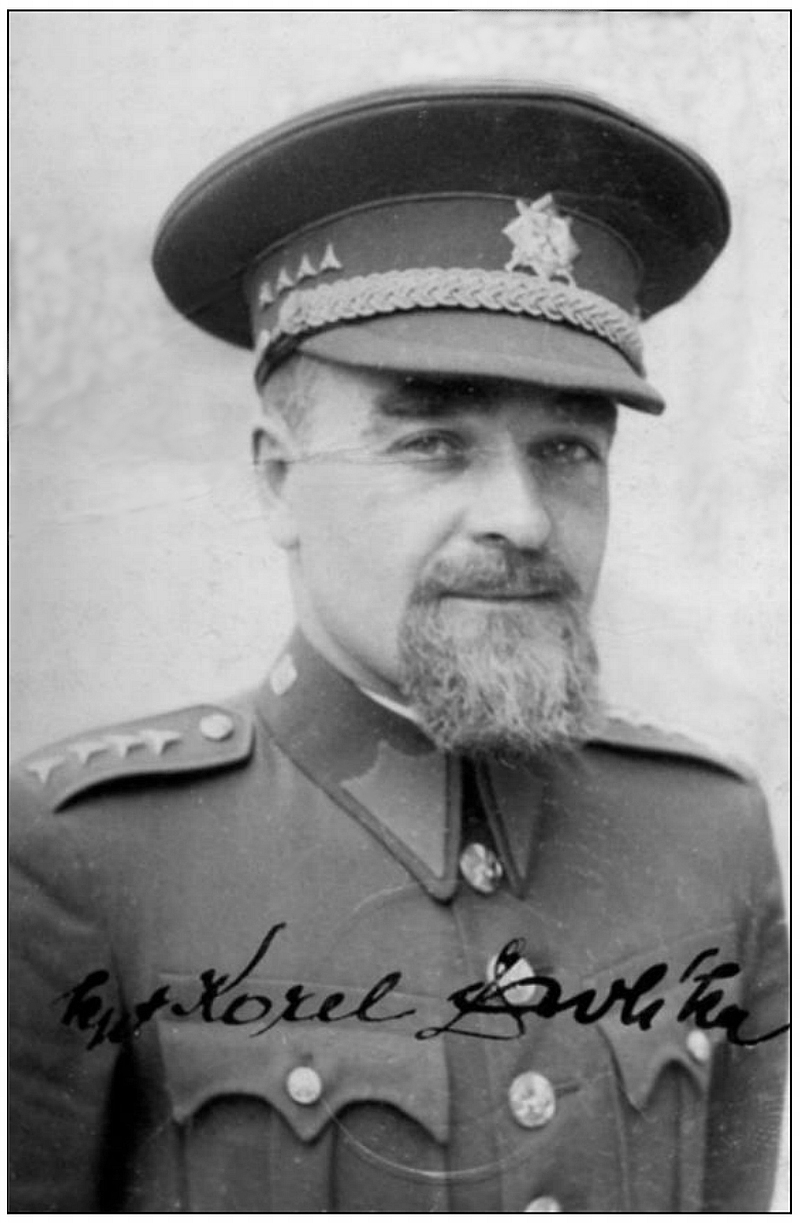
Karel Pavlík

### Odhalení
Vyšetřující úředníci gestapa se na přelomu srpna a září 1942 dopracovali k poznání, že pachatelé útoku na Reinharda Heydricha nebo jejich pomocníci bydleli v Praze na Pankráci v blízkosti Janečkovy zbrojní továrny a následným šetřením v této lokalitě pak vyšetřovatelé přišli na jméno Oldřicha Frolíka. První neúspěšný pokus o Frolíkovo zatčení 15. září 1942 vedl k přestřelce, z níž nezraněný Frolík unikl a ukryl se u Otakara Šrámka. Kriminalisté české protektorátní policie se během pátrání po Frolíkovo známých dopracovali k Šrámkovi, který pod nátlakem prozradil místo Frolíkova úkrytu. Oldřich Frolík byl lstí vylákán a zatčen 23. září 1942.

### Zatčení
Další vlna zatýkání byla odstartována druhým (tentokráte úspěšným) pokusem o zatčení Frolíka 23. září 1942, kdy ještě týž den byla v 17.00 hodin vzata do vazby jak Františka Albrechtová, tak i její manžel Stanislav. Během výslechů Stanislava Albrechta a Františky Albrechtové ale kriminální komisař Heinz Jantur ani další úředníci gestapa nic podstatného „nevytěžili“ a zatýkání dalších osob se u Albrechtových „zastavilo“. (Při výsleších manželé Albrechtovi nikoho neprozradili.)

### Věznění, ...
Nejprve byli manželé Albrechtovi vězněni v Praze na Pankráci a poté odesláni do vazební věznice pražského gestapa v Malé pevnosti Terezín. Dne 8. ledna 1943 byli stanným soudem v Praze v nepřítomnosti odsouzeni k trestu smrti. Následně byli 15. ledna 1943 posláni s transportem čítajícím 31 osob do koncentračního tábora Mauthausen. V koncentračním táboře Mauthausen byli umístěni v celách tzv. „bunkru“, kde čekali na popravu, která byla vykonána 26. ledna 1943. Ten den bylo v 16:15 zavražděno 15 žen v plynové komoře. (Františce Albrechtové bylo 31 let.) Muži (v počtu 16) byli zavražděni v odstřelovacím koutě mauthauzenského bunkru ranou z malorážní pistole do týla (Stanislav Albrecht byl zabit v 16:29).

## Připomínky
- Její jméno (Albrechtová Františka *4.9.1912) a jméno jejího manžela (Albrecht Stanislav *2. 8. 1908) je uvedeno na pomníku při pravoslavném chrámu svatého Cyrila a Metoděje (adresa: Praha 2, Resslova 9a). Pomník byl odhalen 26. ledna 2011 a je součástí Národního památníku obětí heydrichiády.[15][16][17]
- Její jméno (Albrechtová Františka) a jméno manžela (Albrecht Stanislav) je uvedeno na pamětní desce obětem 2. světové války v Praze 4-Michli, Budějovická 5/64.[18]
- Ve čtvrtek dne 13. září 2018 v 17.00[19] byla na vnějším plášti domu v Kvestorské ulici (na adrese: Kvestorská 287/2, 140 00 Praha 4 - Michle)[11][19][p. 1], kde za protektorátu bydlel Jaroslav Deršata (majitel domu[10]) a Stanislav Albrecht se svojí manželkou Františkou Albrechtovou, za přítomnosti představitelů městské části Praha 4 (a badatele a spisovatele Jiřího Padevěta) slavnostně odhalena pamětní deska.[19] O instalaci této pamětní desky se zasloužila Iniciativa A, Československá obec legionářská (ČsOL), MČ Praha 4 a Rota Nazdar.[11][19]

V tomto domě žili / obětaví sokolští odbojáři // Jaroslav DERŠATA / zavražděn 28.1.1942 v KT / Mauthausen // Františka a Stanislav / ALBRECHTOVI / zavražděni 26.1.1943 v KT / Mauthausen
nápis na pamětní desce, 

## Galerie

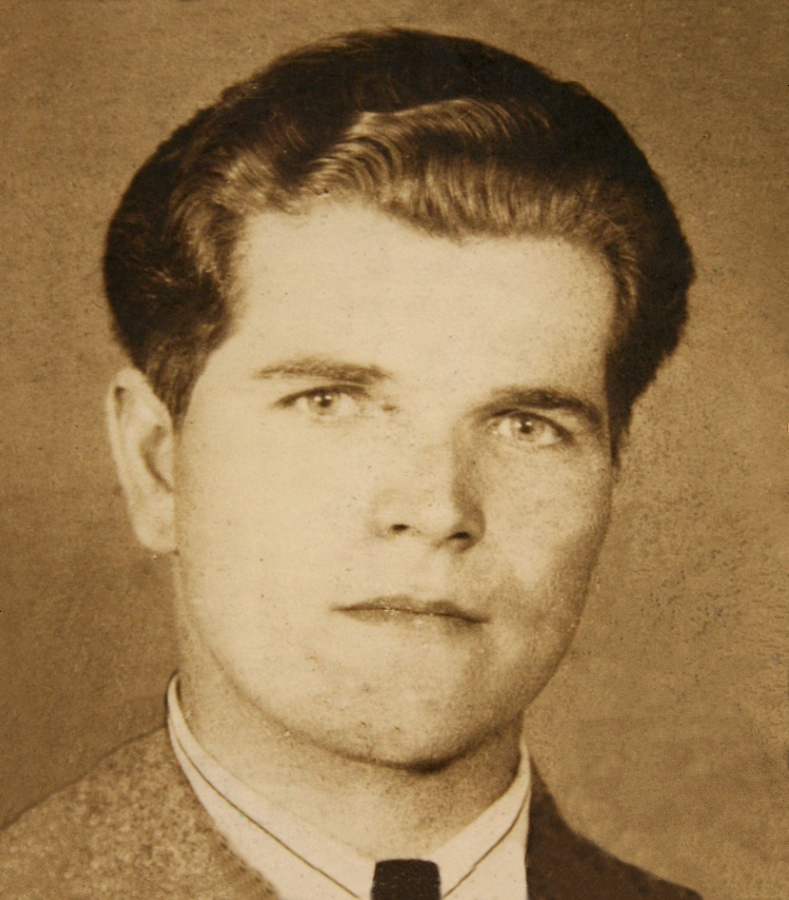
manžel Stanislav Albrecht
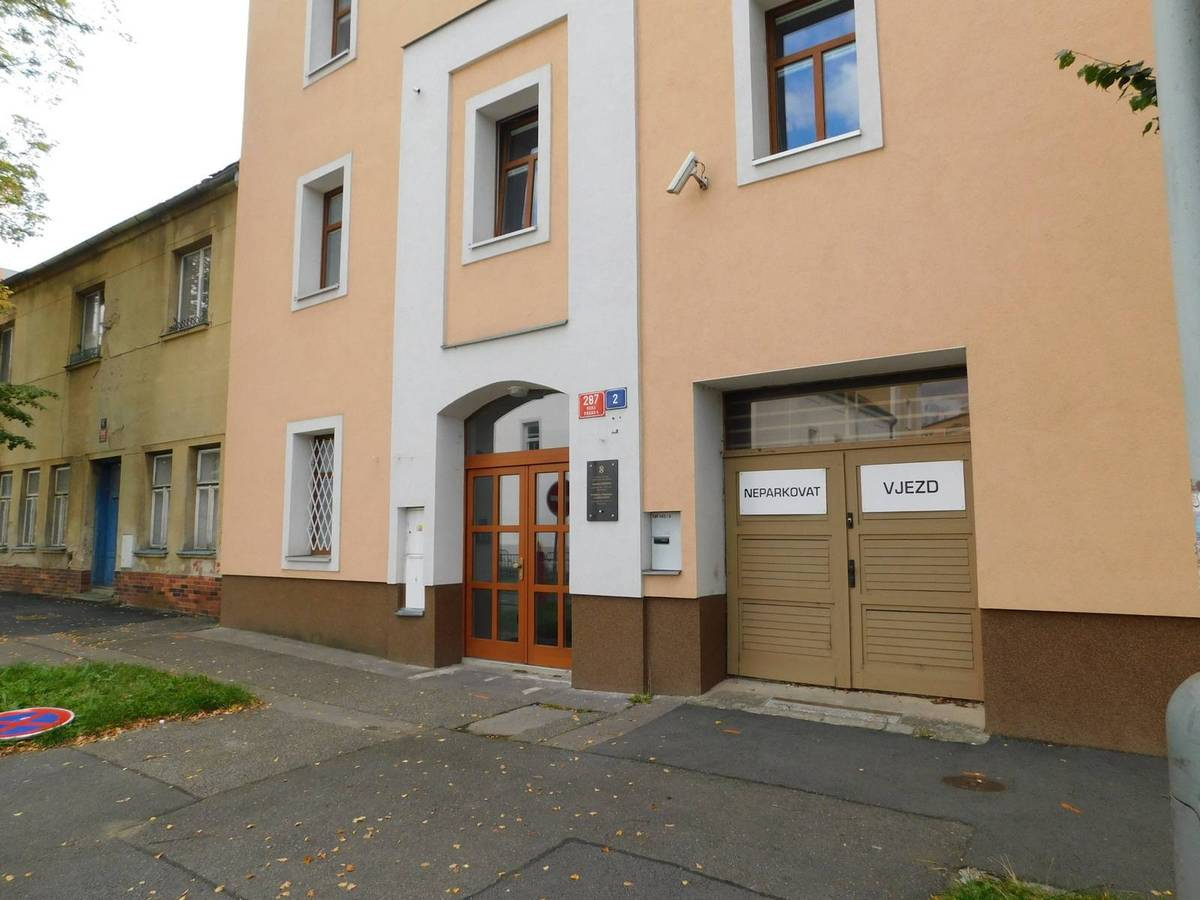
Dům v Kvestorské ulici v Praze 4, kde Albrechtovi bydleli
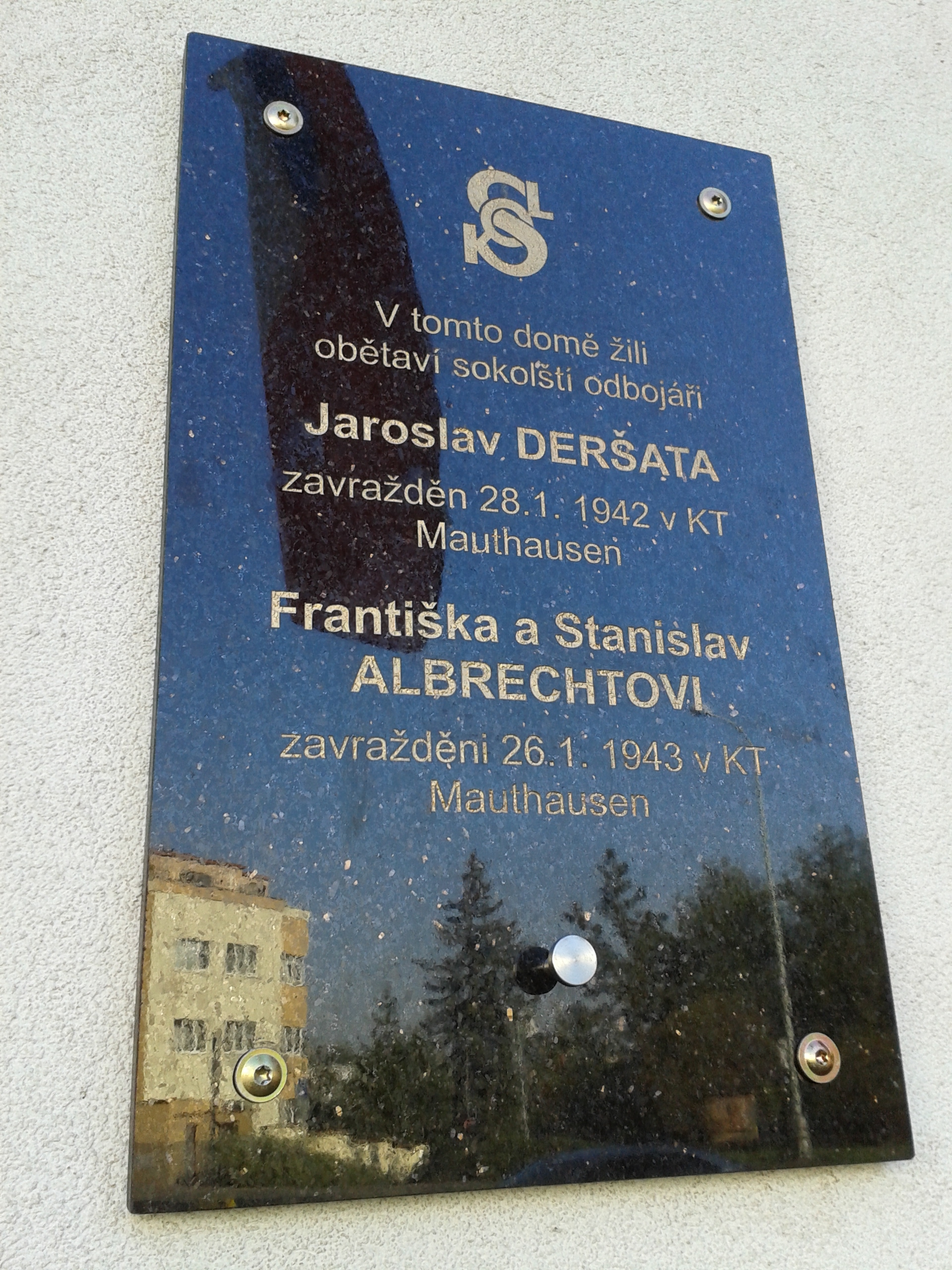
Pamětní deska v Kvestorské ulici v Praze 4
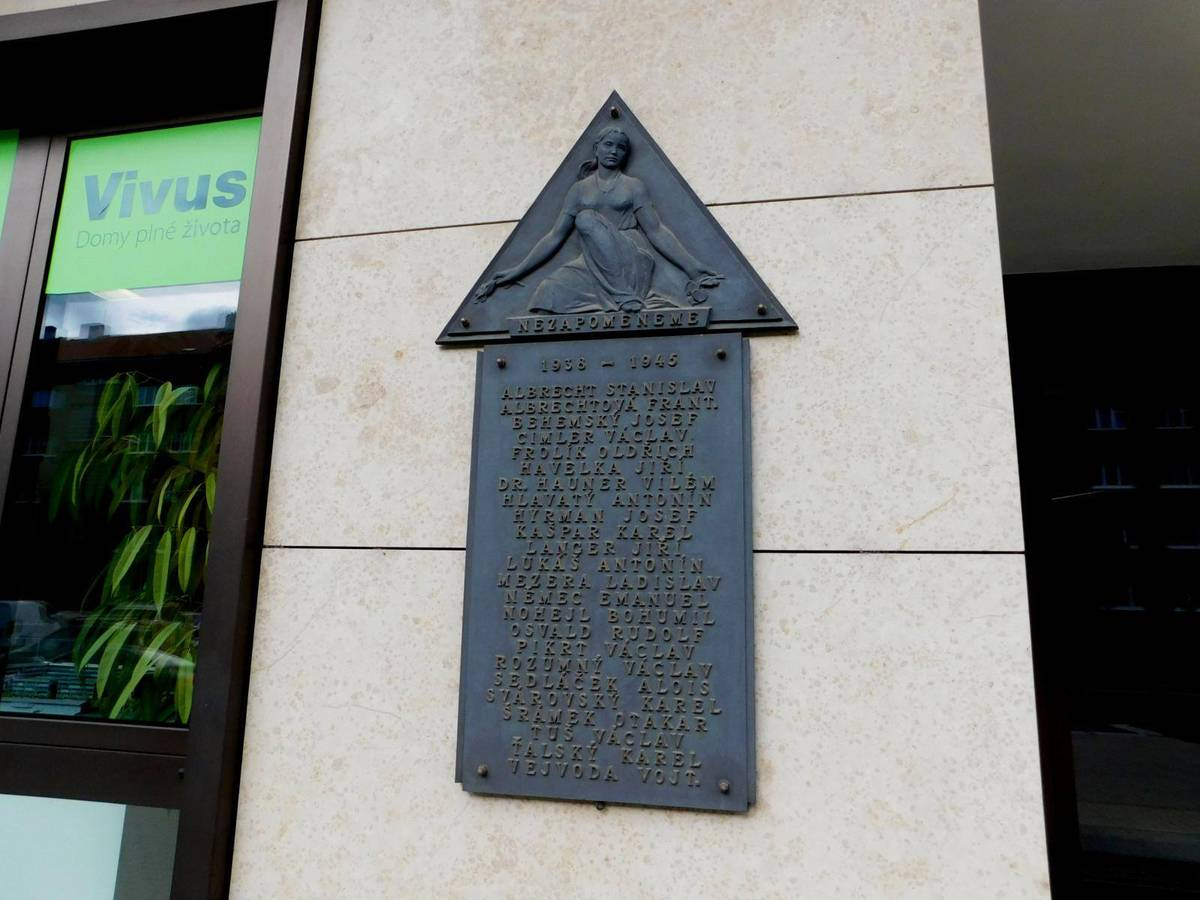
Pamětní deska obětem 2. světové války v Praze 4-Michli, Budějovická 5/64
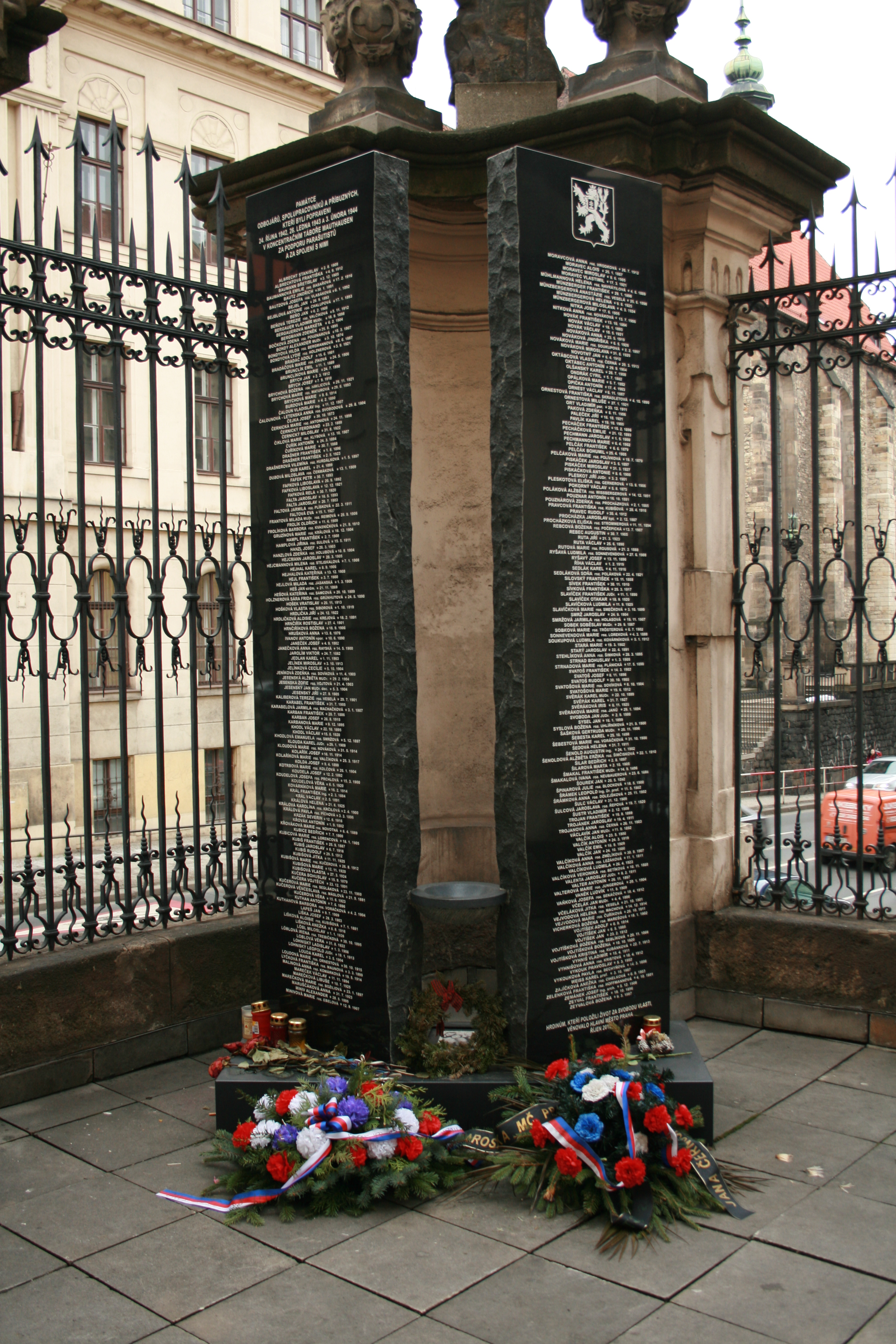
Pomník spolupracovníků parašutistů a jejich rodinných příslušníků na terase kostela sv. Cyrila a Metoděje v Resslově ulici v Praze